# موبایلی
موبایلی (به انگلیسی: Mobily) شرکت مخابرات عربستانی است، که در زمینه ارائه خطوط تلفن ثابت، شبکه تلفن همراه، اینترنت و پهنای باند فعالیت می‌کند.
شرکت موبایلی در سال ۲۰۰۴ توسط کنسرسیومی اماراتی-عربستانی به رهبری شرکت مخابرات امارات متحده عربی راه‌اندازی شد و به انحصار شرکت سعودی تلکام بر بازار مخابرات این کشور پایان داد. در سال ۲۰۱۲ شمار مشترکین این شرکت بیش از ۲۰ میلیون مشترک اعلام گردید.
دفتر مرکزی این شرکت در شهر ریاض، عربستان سعودی قرار دارد و بخشی از سهام آن در بازار بورس تداول معامله می‌شود.